# Security Descriptor Definition Language
Security Descriptor Definition Language (SDDL) definuje formát řetězců používaný pro popis popisovačů zabezpečení.